# Kaplan (Luizjana)
Kaplan – miasto w Stanach Zjednoczonych, w stanie Luizjana.
Liczba mieszkańców w 2000 roku wynosiła 5 177.